# ハイライフ研究所
公益財団法人ハイライフ研究所（ハイライフけんきゅうじょ）は、公益財団法人。以前は内閣府所管の財団法人だったが、公益法人制度改革に伴い、2010年11月1日に公益財団法人に移行。

## 概要
1993年（平成5年）に『来るべき21世紀に向けて、今後志向していくべき新しい生活の方向やその具体的な有り様ーー即ち「ハイライフ」ーーについて、主として生活者、消費者の視点から調査・研究を実施すると共にその成果の普及、啓蒙や又、これらに関する活動の支援等を通じて国民生活の向上や発展に寄与すること』を目的として設立された。

2010年（平成22年）に公益財団法人制度改革に伴い、公益財団法人に移行した。

## 所在地
〒104-0061
東京都中央区銀座1-8-14
銀座YOMIKOビル8階

## 調査・研究事業／啓発・活動領域

### 2021年度
- 都市生活者意識調査2021
  - 研究体制：藤原豊／杉本浩二／櫻井隆治／水嶋敦

- NEWガラパゴス・マーケティング
  - 研究体制：櫻井隆治／藤原豊／杉本浩二／清水聰

- 現代若者研究　Phase2　社会人編
  - 研究体制：櫻井隆治／藤原豊／杉本浩二／谷口明美／佐藤有耕

- メールマガジン
  - 都市の鍼治療
  - 高齢者の食品購買行動
  - 海外都市レポート
  - 暮らしの調べが聴こえる season2
  - 『現代若者研究』メルマガ版

- ハイライフセミナー
  - 第35回　「今どきの『若者たち』」

### 2020年度
- 都市生活者意識調査2020
  - 研究体制：櫻井隆治／藤原豊／杉本浩二／谷口明美／水嶋敦

- GINZA RESEARCH　調査報告書　～今なぜGINZA研究なのか《研究の特徴》～
  - 研究体制：櫻井隆治／藤原豊／杉本浩二／清水聰

- 現代若者研究　Phase1　大学生編
  - 研究体制：櫻井隆治／藤原豊／杉本浩二／谷口明美／鈴木淑仁／清水聰／佐藤有耕

- 報告
  - 銀座の時層 ～ハイライフ的銀座の歩き方～

- メールマガジン
  - ライフステージ別でみる新時代令和の都市生活
  - 都市の鍼治療
  - 高齢者の食品購買行動2020
  - 暮らしの調べが聴こえる

- ハイライフセミナー
  - 第34回ハイライフセミナー　「Newガラパゴス･マーケティング研究」

### 2019年度
- 都市生活者意識調査2019
  - 研究体制：櫻井隆治／藤原豊／谷口明美／水嶋敦

- GINZA RESEARCH調査
  - 研究体制：櫻井隆治／藤原豊／杉本浩二／清水聰

- 現代若者研究　Phase1　大学生編
  - 研究体制：櫻井隆治／藤原豊／杉本浩二／谷口明美／鈴木淑仁／清水聰／佐藤有耕

- 調査報告
  - GINZA RESEARCH調査報告書　−位置情報を活用した銀座研究調査レポート−

- メールマガジン
  - 現代若者考 レポートⅡ
  - 都市の鍼治療
  - 銀座の時層と来街空間
  - 高齢者の食品購買行動 2019

- ハイライフセミナー
  - 第33回ハイライフセミナー　今どきの「若者たち」

### 2018年度
- 都市生活者意識調査2018
  - 研究体制：櫻井隆治／藤原豊／杉本浩二／福與宜治／谷口明美／水嶋敦／丹野俊明

- 次世代高齢者研究　PHASE 3　超高齢社会を生きる　−インタビュー調査による示唆−
  - 研究体制：谷口明美／福與宜治／杉本浩二／櫻井隆治／藤原豊／林美和子

- NEWガラパゴス研究
  - 研究体制：櫻井隆治／藤原豊／杉本浩二／清水聰

- 東京＆地方　若者研究　～街から若者が消えた？
  - 研究体制：櫻井隆治／杉本浩二

- メールマガジン
  - 都市生活研究レポート・現代若者考
  - 都市の鍼治療
  - 次世代シニアレポート・楽しみの時層

- ハイライフセミナー
  - 第31回ハイライフセミナー　求められる消費活性化の取り組み
  - 第32回ハイライフセミナー　情報活用による高齢者シェアダイニングの構築

### 2017年度
- 都市生活者意識調査2017
  - 研究体制：櫻井隆治／藤原豊／杉本浩二／福與宜治／谷口明美／水嶋敦／丹野俊明

- 次世代高齢者研究　PHASE 2超高齢社会を生きる　−インタビュー調査による示唆−
  - 研究体制：谷口明美／福與宜治／杉本浩二／櫻井隆治／藤原豊／林美和子

- 近未来消費研究　PHASE2　高齢化と人口減に伴う、消費行動変化の研究
  - 研究体制：藤原豊／杉本浩二／櫻井隆治／寺本高／折笠俊輔／中村竜人／包山慶見

- メールマガジン
  - ポスト2020「東京の行方」首都東京の変化を見る
  - 都市の鍼治療
  - 次世代シニアと現在形シニア　その意識と行動

- ハイライフセミナー
  - 第30回ハイライフセミナー　超高齢社会の生き方のヒント

### 2016年度
- 都市生活者意識調査2016
  - 研究体制：櫻井隆治／藤原豊／福與宜治／水嶋敦／丹野俊明／生方純一

- 次世代高齢者調査2016
  - 研究体制：櫻井隆治／藤原豊／杉本浩二／福與宜治／谷口明美／生方純一／丹野俊明

- 近未来消費研究報告書　PHASE１　高齢化と人口減に伴う、消費行動変化の研究
  - 研究体制：藤原豊／杉本浩二／櫻井隆治／谷口明美／寺本高／森義博

- メールマガジン
  - 都市生活者とサービス社会
  - 都市の鍼治療

- WEB配信
  - まちのエキスパートヒアリング

- ハイライフセミナー
  - 第29回ハイライフセミナー　都市の魅力を構成する要素とは？PHASE2

### 2015年度
- 都市生活者意識調査2015
  - 研究体制：研究体制：高津伸司／水嶋敦／丹野俊明／櫻井隆治／高津春樹／萩原宏人／生方純一／谷口明美

- 高齢者のライフスタイルに関する基礎研究 －アクティブタイムとドメインを探る－
  - 研究体制：櫻井隆治／水嶋敦／丹野俊明／藤原豊／生方純一／奥野守／雨宮源太／大嶋俊之

- 東京10km～ 20km圏、その魅力。“生き続けられるまちとは？”Phase2都市の魅力を構成する要素とは？
  - 研究体制：櫻井隆治／高木克昌／服部圭郎／谷口明美／三浦展／水嶋敦／石田 祐也

- メールマガジン
  - 都市(街)探訪レポート
  - 都市の鍼治療

- WEB配信
  - 都市の鍼治療・服部圭郎氏スペシャル対談
  - 東京50km圏域「多拠点居住の可能性」
  - スウェーデン百科事典

- ハイライフセミナー
  - 第28回ハイライフセミナー　都市の魅力を構成する要素とは？PHASE1

### 2014年度
- 都市生活者意識調査2014
  - 研究体制：高津伸司／水嶋敦／丹野俊明／櫻井隆治／高津春樹／萩原宏人／生方純一／上野昭彦

- 縮退懸念の東京50km圏をゆく
  - 研究体制：髙津伸司／中川智之／高鍋剛／大月敏雄／柴田建／藤井多希子

- 高齢化と加齢化で進む都市居住の新陳代謝　PHASE3
  - 研究体制：髙津伸司／渡會清治／中川智之／永久史郎／楠亀典之／三村隆浩／高鍋剛／實方理佐／生方純一／木村静／大月敏雄／藤井多希子

- 講演：都市の魅力を構成する要素とは？
  - 研究体制：櫻井隆治／服部圭郎／榎本元／長町志穂／泉英明／太田浩史

### 2013年度
- 都市生活者意識調査2013
  - 研究体制：高津伸司／立澤芳男／丹野俊明／水嶋敦／櫻井隆治／高津春樹／萩原宏人／上野昭彦

- 高齢化と加齢化で進む都市居住の新陳代謝東京郊外居住の憂鬱　PHASE2
  - 研究体制：髙津伸司／服部圭郎／榎本元／高木克昌／木村静

- コミュニティ再生の“評価基準”策定の研究
  - 研究体制：伊藤剛／左京泰明／金昌祐／河野佐恵子／川村庸子／川内有緒
  - 研究幹事：高津春樹（公益財団法人ハイライフ研究所常勤顧問）

### 2012年度
- 都市生活者意識調査2012
  - 研究体制：高津伸司／株式会社行動科学研究所／広井良典／立澤芳男／丹野俊明／水嶋敦／高津春樹／萩原宏人／上野昭彦

- コミュニティ再生の“評価基準”策定の研究
  - 発表：伊藤剛

- 高齢化と加齢化で進む都市居住の新陳代謝　PHASE1
  - 研究体制：髙津伸司／服部圭郎／榎本元／木村静
  - 研究協力：三浦展／久保田裕之

### 2011年度
- 都市生活者意識調査2011
  - 研究体制：高津伸司／広井良典／立澤芳男／丹野俊明／水嶋敦／高津春樹／萩原宏人／上野昭彦／

- これからの都市生活を考えていくための新世代コミュニティの研究
  - 研究体制：遠藤新／榎本元／友田修
  - 研究協力：工学院大学遠藤新研究室
  - 研究幹事：仙洞田伸一

- 次世代の都市生活を豊かにする知恵のアーカイブの研究　その2
  - 研究体制：大竹誠／長沼行太郎／友田修（LLPまち・コミュニケーション研究会）／伊藤剛／三浦洋平
  - 研究協力：松下やえ子／森洋子／池田敦子
  - 研究幹事：仙洞田伸一

- 次世代の都市生活を豊かにする知恵のアーカイブの研究「市民活動アーカイブズ」
  - 研究体制：柏木博／大竹誠／長沼行太郎／友田修
  - 取材協力：伊藤剛／小川桂以子／小林茂雄／古田陽子／三浦洋平／松下やえ子／森洋子／佐藤順子
  - 研究幹事：仙洞田伸一

### 2010年度
- 都市生活者意識調査2010
  - 研究体制：高津伸司／行動科学研究所／広井良典／立澤芳男／丹野俊明／水嶋敦／高津春樹／萩原宏人／上野昭彦

- これからの都市生活を考えていくための新世代コミュニティの研究
  - 研究体制：井口典夫／榎本元／友田修
  - 研究協力：小川桂以子
  - 研究幹事：仙洞田伸一（公益財団法人ハイライフ研究所主任研究員）

- 次世代の都市生活を豊かにする知恵のアーカイブの研究
  - 研究体制：柏木博／大竹誠／長沼行太郎／友田修／大竹誠／長沼行太郎／友田修／伊藤剛
  - 研究協力：井口典夫／小川桂以子／榎本元／太田あゆみ／小林茂雄／古田陽子／三浦洋平
  - 研究幹事：仙洞田伸一（公益財団法人ハイライフ研究所主任研究員）

### 2009年度
- 食の健康と世代別食育支援展開に関する研究
  - 研究体制：新津重幸／丹野俊明／高津春樹

- 都市圏居住の価値を探る
  - 研究体制：添田昌志／若林直子
  - 研究幹事：仙洞田伸一

- 幼児における「片づけ」行動の研究
  - 研究体制：辰巳渚／木村歩美／仙洞田伸一

### 2008年度
- コンテンツが形成するライフスタイル
  - 研究体制：長谷川文雄／水鳥川和夫／福冨忠和／小山田裕彦／國井昭男
  - 研究協力：新沼和広／小野雄次郎／平林久和／上田修三

- 地域イノベーションの研究―少子高齢化社会における地方社会の行方研究　その2
  - 研究体制：中田裕久／小田輝夫／竹内良一／仙洞田伸一
  - 研究協力：植田理彦／孫田猛／古川彰洋／中沢康治／長井英二／大場敏宣／坂本征夫／小林裕明／石橋喜孝／モラス雅輝／ファゼールみはる（通訳）／杉山武史／杉山イクコ(通訳)

- 都市圏居住の価値をさぐる
  - 研究体制：大野隆造／若林直子／添田昌志／辰巳渚／菅原康司
  - 研究協力：榎本元／柿沼裕之／鶴田明希子／加藤有美／古賀繭子／中村仁／宮崎一郎／仙洞田伸一

- 「食の健康と世代別食育支援展開に関する研究」〜幼児・児童保有世帯に向けた食育アプローチ〜
  - 研究体制：新津重幸／丹野俊明／小藤秀樹／石塚均夫／高津春樹

### 2007年度
- 東京の都市の活性化と都市文化「ファッションと文化の街」－東京の繁華街その系譜－
  - 研究体制：立澤芳男／稲垣信子／仙洞田伸一／高津春樹

- 都市の価値をはかる
  - 研究体制：大野隆造／辰巳渚／川上正倫／添田昌志／森下慎一／藤井亮介／伊庭野大輔／池田圭介／加藤有美／高橋祥志／中村仁／宮崎一郎／仙洞田伸一

- ユビキタス時代における暮らしのあり方に関する研究
  - 研究体制：長谷川文雄／松村茂／小山田裕彦／伊藤学
  - 研究協力：伊藤昌幸／武藤健／渡邉和久／吉井博明／松田美佐／佐藤恒平

- 少子高齢化社会における地方社会の行方研究
  - 研究体制：中田裕久／仙洞田伸一／小田輝夫／竹内良一／松永秀和／北川泰三

- ホスピタリティの研究〜持続型社会の設計原理を明らかにするために〜
  - 研究体制：高橋順一／清家竜介／足立裕子／堀美和子／財団法人ハイライフ研究所

- 環境首都へのみち持続可能な地域社会に向けて先進事例の調査研究及びその成果の映像記録の制作・普及―III

### 2006年度
- 都市の価値をはかる
  - 研究体制：大野隆造／川上正倫／辰己渚／添田昌志／石垣勤

- ホスピタリティの研究〜持続可能型の社会をめざして〜
  - 研究体制：高橋順一／足立裕子／堀美和子

- 家庭の食育を支援する社会サービスに関する研究
  - 研究体制：長谷川文雄／檜槙貢／小山田裕彦／山畑信博

- 団塊世代の退職研究
  - 研究体制：中山進／高橋洋一郎

- 東京圏のエリアマーケティング「東京はモザイク都市。」
  - 研究体制：立澤芳男

- 環境首都へのみち持続可能な地域社会に向けて先進事例の調査研究及びその成果の映像記録の制作・普及―II

### 2005年度
- 「東京圏都市研究プロジェクト」調査レポート
  - 研究体制：立澤芳男／株式会社読売広告社都市生活研究局／財団法人ハイライフ研究所

- 食と家族に関する研究調査報告書─食卓ニケーションの復活─
  - 研究体制：長谷川文雄
  - 研究協力：檜槇貢／山畑信博／小山田裕彦／桑原才介／伊藤洋子／成田重行／小泉和子／財団法人ハイライフ研究所

- 富裕層のライフスタイル研究報告書―日本版富裕層の特性と可能性の研究―
  - 研究体制：財団法人ハイライフ研究所
  - 研究協力：中山進／林大岳

- 団塊世代と団塊ジュニア世代の価値観比較調査研究
  - 研究体制：高橋洋一郎／加藤信介／上野昭彦／齋藤敏之

- 持続可能な社会を目指すスウェーデンのエコロジー建築
  - 講師：ヘンリック・セデリン／ペオ・エクベリ／ローベルト・アブ・ヴェッテルステット
  - 研究協力：企画協力APO.inc

- 挑戦地域から日本を変える〜日本の環境首都コンテストがめざすもの〜
  - 研究体制：小山祐子／杦本育生特定非営利活動法人環境市民代表

- 環境首都へのみち持続可能な地域社会に向けて先進事例の調査研究及びその成果の映像記録の制作・普及―I

### 2004年度
- 持続可能な社会を目指して―環境と都市のライフスタイル研究その2
  - 研究体制：中田裕久／市川昭彦／北川泰三／竹内良一／小田輝夫／小坂井達也

- 世代間交流の活性化による新たなコミュニティ形成に関する研究
  - 研究体制：長谷川文雄
  - 研究協力：檜槇貢／斎藤裕美／山畑信博／小山田裕彦

- 「ジャパニーズ家族の行方」に関する調査研究
  - 研究体制：立澤芳男／加藤信介／萩原宏人／高木麻紀子
  - 研究協力：上野昭彦

- 「リタイアドシニアの財布構造」調査研究-シニア夫婦の財布、決定権はどっち？
  - 研究体制：高橋洋一郎／加藤信介／萩原宏人
  - 研究協力：上野昭彦

- 「シニアマーケティング最前線」講演会―パワーシニアへ向けた市場開発状況と事例―
  - 研究体制：高橋洋一郎／古戸卿子

### 2003年度
- 環境と都市のライフスタイルに関する研究
  - 研究体制：中田裕久／市川昭彦／北川泰三／小田輝夫／加藤信介／萩原宏人／高木麻紀子

- 現代家族のライフスタイルとストレス
  - 研究体制：野沢慎司／色川卓男／永井暁子／重川純子／木村清美／御船美智子／加藤信介／萩原宏人

- 「団塊世代夫婦の行方」に関する調査研究
  - 研究体制：立澤芳男／加藤信介／萩原宏人／高木麻紀子
  - 研究協力：福與宜治／上野昭彦

- 「定年期夫婦の“光”と“影”」に関する調査研究
  - 研究体制：高橋洋一郎／加藤信介／萩原宏人
  - 研究協力：福與宜治／上野昭彦

### 2002年度
- 家事の社会サービス化、社会サービスの家事化に関する研究
  - 研究体制：長谷川文雄
  - 研究協力：吉井博明／橋本都子／小山田裕彦／藤原智代

- 団塊世代の地域分布とその生活スタイル
  - 研究体制：立澤芳男／遠藤敏明／小田輝夫／小坂井達也／高木麻紀子

- 「食ライフスタイル変化のこれまでとこれから」
  - 研究体制：乳井瑞代／小田輝夫／小坂井達也／高木麻紀子
  - 研究協力：福與宜治／吉田康夫

- 大都市のシーンに関する研究
  - 研究体制：中田裕久／
  - 研究協力：仙洞田伸一／菊池しのぶ／小田輝夫／小坂井達也／高木麻紀子

- 台北のシーンの変遷
  - 研究体制：鄭良一

- 座会「新しい人間、新しい社会―“楽しみ価値”への対応」〜フィル・ナイトのNIKEビジネスを事例に〜
  - 研究体制：梶祐輔／犬塚潤一郎／冨田洋三／江藤裕之／松田義幸

### 2001年度
- 座会『集客交流産業による地域振興』
  - 研究体制：松田義幸／福士昌寿／後藤仁／手塚伸／中田裕久／犬塚潤一郎／小田輝夫／小坂井達也

- 座会『生活を豊かにする情報デザイン』
  - 研究体制：長谷川文雄／吉井博明／清原慶子／松村茂

- 少子化時代の結婚観に関する研究
  - 研究体制：長谷川文雄
  - 研究協力：犬田充／三上俊治／松村茂／小山田裕彦

- 団塊世代と戦前・戦中派世代「50〜54歳」の肖像
  - 研究体制：遠藤敏明／小坂井達也／高木麻紀子
  - 研究協力：マーケット・プレイス・オフィス／コミュニケーションデザインインスティチュート

- 大都市のシーンに関する研究
  - 研究体制：中田裕久／小田輝夫／小坂井達也／高木麻紀子
  - 研究協力：仙洞田伸一／菊池しのぶ

### 2000年度
- ブランドを通して見た食ライフスタイル変化
  - 研究体制：乳井瑞代

- 団塊世代の女性、「私達」の履歴書
  - 研究体制：高津伸司／遠藤敏明／小坂井達也／高木麻紀子
  - 研究協力：マーケット・プレイス・オフィス／コミュニケーションデザインインステチュート

- 高齢化社会におけるターミネーションに関する研究
  - 研究体制：長谷川文雄
  - 研究協力：荒井良雄／大江守之／野沢慎司／大道寺怜奈／池田肇

### 1999年度
- 高齢者と情報ネットワーク
  - 研究体制：大塚英作
  - 研究協力：WebProject

- 「ネオ50’S」世代の研究
  - 研究体制：高津伸司／小坂井達也
  - 研究協力：マーケット・プレイス・オフィス／コミュニケーションデザインインステチュート

- ハイテク時代の家庭の情報化に関する研究
  - 研究体制：長谷川文雄
  - 研究協力：中村有一／松村茂／古藤浩／前川道博

### 1998年度
- コンビニエンス・ストアの課題
  - 研究体制：佐藤研司

- 少子化に伴う家族のライフスタイル
  - 研究体制：長谷川文雄
  - 研究協力：荒井良雄／大江守之／松村茂

- 複数居住への期待と現状
  - 研究体制：長谷川文雄
  - 研究協力：前田博／松村茂／山畑信博／岩垂雅子

- 多様化する住居の社会的背景と所有形態・デザインの傾向
  - 研究体制：山畑信博／長谷川文雄

- 企業組織における就業形態の変化が個人の生活に及ぼす影響
  - 研究体制：安達房子

- 高度情報社会におけるニュースの変容
  - 研究体制：斉藤慎一

- コミュニティ放送の現状と地域コミュニケーションの可能性
  - 研究体制：森谷健

- 住十承知‘98
  - 研究体制：（財）ハイライフ研究所／（株）読売広告社

### 1997年度
- 銀座座会〜銀座が残すべきもの〜
  - 研究体制：コリーヌ・ブレ／上山良子／吉見俊哉／村國豊／田村明／船曳鴻紅／長谷川文雄

- 地域へのインターネット導入に向けた支援体制の枠組みに関する調査研究
  - 研究体制：堀田龍也

- 移動体通信メディアの普及にともなう社会・文化変容の研究
  - 研究体制：富田英典

- 近代日本における視覚情報メディアと情報流通に関する情報社会史的研究
  - 研究体制：吉見俊哉

- 関西から見た銀座の未来
  - 研究体制：武庫川女子大学生活環境学部生活情報学科銀座研究グループ／高田公理／三宅宏司／藤本憲一／丹田佳子／赤岡仁之／石井もも子

- インターネット・イントラネット構築の実際とその効果的利用法

- ネットサイドエンパイアーズ
  - 研究体制：奥野卓司

- 豊かな人生を送るために〜人の心はなぜ癒されないのか〜
  - 研究体制：高戸ベラ

### 1996年度
- 家庭でのコンピュータ活用日米比較調査
  - 研究体制：滝沢哲夫

- 銀座座会〜銀座の未来〜
  - 研究体制：長谷川文雄／荒井良雄／石丸雄司／三枝進／島田一郎／長澤忠徳／野口孝一／前田博／保田武宏／橋本都子／中西淳博／野中正美

- 食に関する意識調査
  - 研究体制：乳井瑞代

- ネットライフ2000〜豊かなコミュニティーを目指して〜
  - 研究体制：大塚英作／滝沢哲夫

- 移動型マルチメディアに関する研究
  - 研究体制：奥野卓司

- 英国人のリタイア後のライフスタイルに関する調査
  - 研究体制：出石宏彦／長谷川文雄

- 国際貢献ボランティア活動等促進基本構想策定調査（第2次）

- 第バリ島のライフスタイルからみたハイライフの一考察
  - 研究体制：仁科エミ

### 1995年度
- 日本の食文化にみるライフスタイル（明治〜平成）
  - 研究体制：乳井瑞代

- 銀座座会〜銀座の仕掛け〜
  - 研究体制：長谷川文雄／荒井良雄／石丸雄司／井上明／三枝進／島田一郎／高橋利枝／長澤忠徳／野口孝一／前田博／保田武宏／橋本都子／野中正美／中西淳博

- 「銀座」と「心斎橋」の比較研究〜銀座研究1995〜
  - 研究体制：高田公理／三宅宏司／赤岡仁之／藤本憲一／丹田佳子／石井もも子

- 山の手文化研究〜キーワード集〜
  - 研究体制：岩渕潤子／松岡温彦／水野統夫／米村洋一／伊藤恵／犬飼素子／岩野裕一／鈴木伸子

- 阪神大震災におけるマルチメディアの役割と実際
  - 研究体制：奥野卓司

- 自己実現欲求の再考に関する研究〜アフターマズローの展望〜
  - 研究体制：長澤忠徳／長谷川文雄

- 国際貢献ボランティア活動等促進基本構想策定調査

- 大山自然公園周辺地域開発整備構想

### 1994年度
- 日本の食文化に見るライフスタイル（縄文〜江戸）
  - 研究体制：乳井瑞代／杉本文／内木文雄／海江田真未子

- 銀座座会〜銀座フォークロア〜
  - 研究体制：長谷川文雄／荒井良雄／石丸雄司／井上明／三枝進／島田一郎／高橋利枝／長澤忠徳／野口孝一／前田博／保田武宏／橋本都子／野中正美

- 若い世代から見た銀座とハイライフ

- 関西からみた＜銀座イメージ＞に関する研究
  - 研究体制：高田公理／赤岡仁之／石井もも子／丹田佳子／藤本憲一／三宅宏司

- 山の手文化研究〜ホームコンサートのある生活〜
  - 研究体制：岩渕潤子／伊藤恵／犬飼素子／岩野裕一／鈴木伸子／松岡温彦／水野統夫／米村洋一

- 子供と環境―子供の遊び場の創生にむけて
  - 研究体制：石田和男／荒智子／ジャン=ポール・ピジャ

- 情報化（マルチメディア化）による家庭生活の変容
  - 研究体制：奥野卓司

- 温泉山形CI調査報告書〜温泉山形「湯めぐり・街めぐり44」推進構想〜

## 研究成果の普及・啓発活動

### 都市の研究
- 都市の魅力を構成する要素はなにか？
- 都市のライフスタイルに関する研究
- 小家族都市を考える
- スマートシティの現状と未来
- 東京郊外居住の憂鬱
- 心地よい都市と地方を再創造する論点
- 都市の未来とライフスタイルの創造
- 東京生活ジャーナル
- 都市生活者の生活意識
- 住まいと暮らしの未来を考える
- 理想とするハイライフ

### 立澤芳男の都市生活レポート
- 東京都市圏における『10km〜20km圏エリア』にある街を探訪する。その魅力は？
- 変貌する東京大都市圏2020
- 都市生活者とアベノミクス＆消費増税
- 立澤芳男の商業施設見聞記
- 2012年度都市生活者意識調査レポート
- 大変貌する東京の街々
- 都市生活者の生活意識2011
- 新しい日本社会をイメージする
- 立澤芳男の商業と都市生活レポート
- 立澤芳男の生活・社会総括レポート
- 立澤芳男の新・新世代レポート

### 海外の都市事情
- 都市の鍼治療データベース
- ニューヨーク最新都市事情
- アジアの都市ライフスタイル新潮流
- EUに学ぶ「豊かな都市」のつくり方
- 豊かな公共空間をつくる
- 高橋順一教授のライプツィヒ通信
- 縮小する都市
- 富山治夫・世界の旅
- ブラジルの環境首都 クリチバ
- こんなハイライフあんなハイライフ

### 団塊/シニア世代の研究
- 団塊/シニア世代のライフスタイル
- エイジングとデザイン

### 東日本大震災
- 東日本大震災関連情報
- 東北復興は、次世代型まちづくりの手本を示せるのか
- 仮設住宅生活者 支援活動
- Ganbatte NIPPON!

### 地域創世
- 自立・自律型地域をめざして

### 持続可能な社会
- スウェーデン百科事典
- 銀座野菜プロジェクト
- 若者の社会参画スタディツアー報告
- 持続可能な社会への取り組み
- 環境首都コンテスト
- 持続可能な社会をめざすツーリズムの研究

### 新しいライフスタイル
- 21世紀のライフスタイルに関する研究
- すごいぞ！おとな！
- 名著・古典のある暮らし
- 活動紹介： HOSP!